# Ароэсти, Моти
Мордехай (Моти) Ароэсти (ивр. מוטי ארואסטי‎; род. 11 августа 1954) — израильский баскетболист, баскетбольный тренер и бизнесмен. Игрок сборной Израиля (вице-чемпион Европы 1979 года) и «Маккаби» (Тель-Авив), в составе которого выиграл 15 чемпионатов Израиля, 11 Кубков Израиля и два Кубка европейских чемпионов.

## Биография
Моти Ароэсти играл в молодёжных командах клуба «Маккаби» (Тель-Авив) с 15-летнего возраста. В 1972 году в составе израильской сборной, которую возглавлял Ральф Кляйн, Ароэсти занял четвёртое место на юношеском чемпионате Европы, а в 20 лет, в 1973 году, присоединился к основной команде тель-авивского «Маккаби». В «Маккаби» он провёл следующие 15 сезонов, ежегодно выигрывая с командой чемпионат Израиля. На его счету за это время было также 11 побед в Кубке Израиля. На позиции пойнт-гарда Ароэсти долгие годы выступал в роли «второго номера» в дуэте с Мики Берковичем, известном среди болельщиков как «Мики-Моти». Вместе они добились высших успехов в истории израильского баскетбола на международной арене:
- первой в истории израильского баскетбола победы в Кубке европейских чемпионов в сезоне 1976-77
- единственной в истории национальной сборной серебряной медали на чемпионате Европы 1979 года
- и второго за четыре года титула в Кубке европейских чемпионов в сезоне 1980-81

Ароэсти провёл в сборной Израиля в общей сложности 84 игры, набрав за это время 376 очков. В Кубке европейских чемпионов в составе «Маккаби» он сыграл 206 матчей, набрав 873 очка. Его прощальная игра в составе сборной состоялась в 1987 году в товарищеском матче с действующими чемпионами Европы — сборной Греции. В 1988 году Ароэсти объявил об окончании игровой карьеры, на некоторое время заняв должность помощника тренера в тель-авивском «Маккаби», но в сезоне 1990-91 годов вернулся на паркет в составе клуба «Маккаби» (Ришон-ле-Цион), где также играл к этому времени Беркович. Вместе Мики-Моти привели команду в финал плей-офф чемпионата Израиля, проиграв за регулярный сезон только четыре матча и всухую победив в полуфинальной серии до трёх побед тель-авивский «Хапоэль». Только в финале ришон-ле-ционский клуб уступил тель-авивскому «Маккаби» с общим счётом 3:1. В общей сложности за 16 сезонов чемпионата Израиля Ароэсти набрал 2149 очков.
В дальнейшем Ароэсти некоторое время работал тренером в «Маккаби» (Южный Тель-Авив) — дочерней команде своего родного клуба, «Маккаби» (Реховот) и «Маккаби» (Гиват-Шмуэль). В последней он работал в сезоне 1995-96 как профессиональный менеджер (администратор, непосредственно возглавляющий команду), и в конце сезона команда, заняв второе место во втором дивизионе, впервые за свою историю вышла в Национальную лигу (ныне Суперлига чемпионата Израиля). Позже Ароэсти занялся бизнесом, открыв магазин спортивных товаров и одежды. Он также играет в ветеранской сборной Израиля (которая, в частности, выступала в баскетбольном турнире XIX Маккабианских игр), а в 2010 году был избран в комиссию по этике Федерации баскетбола Израиля.